# مطار ليوبولد سيدار سنغور الدولي
مطار ليوبولد سيدار سنغور الدولي (بالفرنسية: Aéroport international Léopold-Sédar-Senghor)‏(إياتا: DKR، إيكاو: GOOY)، هو مطار يخدم داكار عاصمة السنغال، ويحمل اسم الرئيس السنغالي السابق ليوبولد سيدار سنغور، وقد كان بمثابة المطار الرئيسي في السنغال، لكن سرعان ما تم تحويله لمطار عسكري وذلك بعدما تم تدشين المطار الجديد مطار بليز دياغني الدولي لكون مطار ليوبولد سيدار سنغور أصبح صغيراً مقارنة مع حركة الطيران المرتفعة التي بدأت تشهدها السنغال. يوجد بالمطار قاعدتين عسكريتين واحدة خاصة بالقوات الجوية الفرنسية وقد أغلقت سنة 2011، والقاعدة الثانية خاصة بالقوات الجوية السنغالية.

## الخطوط الجوية والوجهات

### الركاب
منذ افتتاح مطار بليز دياغني الدولي في عام 2017، لم تعد هناك أي رحلات طيران تجارية مجدولة في المطار.

### الشحن
| شركـات طيـران        | الوجهات                                                                                |
| -------------------- | -------------------------------------------------------------------------------------- |
| الإمارات للشحن الجوي | Campinas–Viracopos، مطار آل مكتوم الدولي                                               |
| لوفتهانزا للشحن      | مطار الوزير بيستارينيي الدولي، Campinas–Viracopos، مطار فرانكفورت، مطار كاراسكو الدولي |
| Med Airlines         | مطار محمد الخامس الدولي                                                                |